# Печера Довбуша
Пече́ра До́вбуша — карстово-спелеологічна пам'ятка природи місцевого значення в Україні. Розташована в межах Путильського району Чернівецької області, на схід від села Підзахаричі. 
Площа 0,1 га. Статус надано 1984 року. Перебуває у віданні ДП «Карпатський держспецлісгосп» (Розтоківське л-во, кв. 3, вид. 34). 
Статус надано з метою збереження мальовничого скельного комплексу з печерою, розташованого на схилі хребта Берізка, що в масиві Покутсько-Буковинські Карпати. Печера являє собою вертикальну похилену тріщину тектонічного походження в пісковиках. Довжина печери 22 м, ширина ходу — до 1,5 м, висота 3—6 м. 